# Пьянзин, Иван Семёнович
Иван Семёнович Пьянзин (18 февраля 1919, Верхнеуральский уезд, Оренбургская губерния — 13 июня 1942, Крым, Крымская АССР) — командир 80-й батареи 110-го зенитного артиллерийского полка противовоздушной обороны (ПВО) Береговой обороны Черноморского флота, старший лейтенант, Герой Советского Союза.

## Биография
Родился 18 февраля 1919 года в деревне Великопетровка в крестьянской семье. Русский. Образование среднее.
С 1938 года служил на Военно-Морском Флоте. В 1940 году окончил Севастопольское училище зенитной артиллерии. Участник Великой Отечественной войны с 1941 года, участник обороны Севастополя. Командовал зенитной батареей № 80 до её гибели.
После тяжёлого ранения в начале июньских боев 1942 года командира 365-й батареи лейтенанта Н. А. Воробьёва и сменившего его всего на три дня лейтенанта Е. М. Матвеева, старший лейтенант И. С. Пьянзин принял командование «Воробьёвской батареей». Батарея занимала ключевую для обороны Севастополя высоту с отметкой «60,0» на Мекензиевых горах и именовалась в немецких сводках как «форт Сталин». В два часа ночи 11 июня старший лейтенант Иван Пьянзин прибыл на высоту 60,0 и вступил в командование батареей.
Командир 365-й батареи 110-го зенитного артиллерийского полка ПВО (Береговая оборона Черноморского флота) кандидат в члены ВКП(б) старший лейтенант Пьянзин умело управлял своим подразделением в бою. Его батарея, находясь на северной окраине Севастополя, сбила одиннадцать самолётов противника.
В июне 1942 года личный состав батареи в течение трёх суток вёл бой в окружении вблизи разъезда Мекензиевы Горы. Под командованием Пьянзина личный состав уничтожил 3 танка и около 100 вражеских солдат и офицеров. Будучи тяжело раненным, старший лейтенант продолжал руководить боем и лично подбил танк и уничтожил до взвода солдат противника. Когда 13 июня 1942 года немецкие танки и пехота в конце концов ворвались на позиции батареи, Пьянзин по радио от имени оставшихся в живых зенитчиков вызвал артиллерийский огонь на себя.
Когда враг ворвался на батарею, её командир передал на командный пункт дивизиона: «Танки противника расстреливают нас в упор, пехота забрасывает гранатами. Прощайте, товарищи! За Родину, вперед к победе!»

С КП дивизиона видели, что на батарее идет жестокий рукопашный бой. Последняя радиограмма с батареи состояла всего из нескольких слов: «Отбиваться нечем. Личный состав весь выбыл из строя. Открывайте огонь по нашей позиции, по нашему КП». В 15 час. 18 мин. рация батареи прекратила свою работу. Артиллеристы открыли огонь по бывшей позиции 365-й батареи, которая была захвачена противником.
Указом Президиума Верховного Совета СССР «О присвоении звания Героя Советского Союза начальствующему и рядовому составу Военно-Морского флота» от 24 июля 1942 года за «образцовое выполнение боевых заданий командования на фронте борьбы с немецкими захватчиками и проявленные при этом отвагу и геройство» удостоен посмертно звания Героя Советского Союза.
Похоронен на кладбище хутора Дергачи под Севастополем.

## Память
- Навечно зачислен в списки воинской части.
- В городе Верхнеуральск и в селе Ольховка Челябинской области И. С. Пьянзину установлены мемориальные доски.
- Его именем названа улица города Карталы Челябинской области.
- В Севастополе его именем названа школа № 14 на территории горы Матюшенко
- Его именем названа одна из улиц города Севастополя.